# 戈尔达海岭

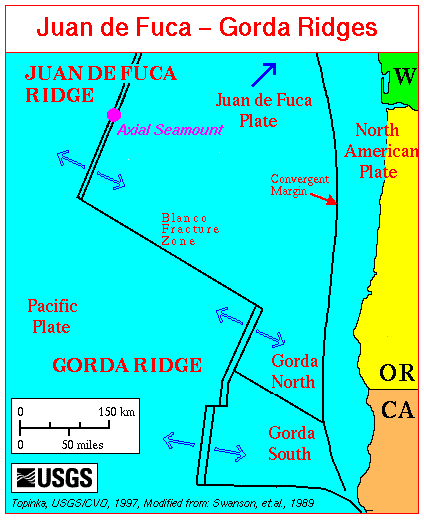
戈尔达海岭（位于地图东南方）

戈尔达海岭是位于美国俄勒冈州海岸和门多西诺角以北的加利福尼亚州海岸以西太平洋中的一条海岭，在构造上是一段离散边界。它南起和圣安德烈斯断层、门多西诺断层断裂带相会的一个三联点，向北至另一条转换断层，即布兰科断裂带。它的东面是戈尔达板块，北面亦与戈尔达板块和另一个胡安·德富卡板块相邻；这二者都是曾经十分广大、现已大部分消减于北美洲板块之下的古法拉龙板块的残余。它的西面则是太平洋板块。